# Inspanningsverplichting
Een inspanningsverplichting is een contractuele verplichting om de nodige inspanningen te leveren of om bepaalde middelen aan te wenden om het bedongen resultaat te bereiken.
De inspanningsverplichting komt veel voor in de dienstverlening en staat in contrast met een resultaatsverplichting, die verplicht een resultaat te bereiken. Dit laatste ziet men meer in de handel in materiële producten.
Inspanningsverbintenissen ziet men met name bij dienstverleningen waar een zekere onzekerheidsmarge bestaat. Een advocaat kan bijvoorbeeld niet garanderen dat hij een zaak zal winnen, daarom heeft hij een inspanningsverplichting zo goed mogelijk zijn best te doen. Hetzelfde geldt voor een belastingadviseur, een effectenmakelaar, een arts of een ingenieursbureau.
Wanneer men iemand op een inspanningsverplichting wil aanspreken, zal men voor de rechter moeten aantonen dat iemand zich onvoldoende heeft ingespannen. Dit is moeilijker dan aan kunnen tonen dat een resultaat niet is bereikt. Bij dit soort zaken zullen vaak experts moeten worden ingeschakeld die erg duur kunnen zijn.
Wel is uitgemaakt dat ook een inspanningsverbintenis resultaatscomponenten heeft. Deze componenten gelden voor bepaalde eenvoudiger handelingen die weinig deskundigheid vereisen of die iedereen van de beroepsgroep makkelijk kan verrichten. Voorbeelden zijn het bewaken van termijnen (advocaat, belastingadviseur), rekening houden met recente jurisprudentie (idem), iemand het juiste medicament voorschrijven (arts), de juiste vloeistof inspuiten (verpleegkundige). Aangezien er een onzekerheidsmarge ten aanzien van het resultaat bestaat, spreken we van 'verlies van een kans'. Is deze kans op resultaat zeer hoog of gelijk aan 100%, dan zal de dienstverlener schadevergoeding moeten betalen. Is deze kans lager, dan zal ook de schadevergoeding lager of nihil zijn. In het geval van de advocatuur spreekt men dan van een zaak in een zaak: men moet bepalen of de zaak die de advocaat behandelde kansrijk was. Wanneer een kans (met name in medische zaken) hoger is dan 50%, is een rechter vaak geneigd het volle pond toe te kennen (Nieuwenhuis).
Vrijtekening en aansprakelijkheidsbeperking in contracten komt regelmatig voor (bijvoorbeeld door PTT en de NS), maar is voor veel vrije beroepen niet mogelijk. Soms is het wettelijk verboden zich vrij te tekenen en soms is de concurrentie zo sterk, dat men dit niet durft ("dan ga ik wel naar een ander"). Bovendien kan in het Nederlands recht een rechter altijd bepalen dat zo een beding "niet redelijk" is.
Vanwege dit soort problematiek kennen veel beschermde beroepsgroepen een verzekeringsplicht. Ook niet-beschermde beroepsgroepen, zoals accountants en belastingadviseurs, verzekeren zich. Daar vergissen menselijk is en de claims vaak torenhoog, kunnen ook met de verzekeringspremies flinke bedragen gemoeid zijn.

## Voorbeelden
- Advocaat Jansen verzorgt een zaak van Pietersen. Pietersen heeft een incassozaak lopen ter waarde van 50.000 euro ten laste van Fredriksen. Fredriksen weet dat hij fout zit maar weigert domweg te betalen. Jansen maakt echter een fout: hij laat een termijn verlopen en de zaak wordt niet-ontvankelijk verklaard. Aangezien de kans bijna gelijk was aan 1, zal advocaat Janssen verplicht zijn 50.000 euro schadevergoeding te betalen;
- Arts Deldersma verricht een gecompliceerde hersenoperatie bij patiënt De Graaf. Ineens treedt een complicatie op en De Graaf overlijdt. De familie wil hem aanspreken. Ze zullen dan moeten aantonen dat Deldersma zich onvoldoende heeft ingespannen. Dit zal uitermate lastig zijn;
- Een bank krijgt de opdracht een betaling uit te voeren per een bepaalde datum. Door omstandigheden voert de bank de betaling een dag te laat uit. In casu zal moeten worden bewezen dat de bank zich niet voldoende heeft ingespannen om de betaling tijdig uit te voeren. Alle omstandigheden van het specifieke geval spelen hier een rol.